# Tenancingo (kommun i Tlaxcala)
Tenancingo är en kommun i Mexiko.   Den ligger i delstaten Tlaxcala, i den sydöstra delen av landet, 100 km öster om huvudstaden Mexico City. Antalet invånare är 11 763. Arean är 12,1 kvadratkilometer.
Terrängen i Tenancingo är lite kuperad.
Följande samhällen finns i Tenancingo:
- Tenancingo